# Bird Islands (Nunavut)
De Bird Islands zijn een onbewoonde eilandengroep in de regio Qikiqtaaluk van het Canadese territorium Nunavut. De drie eilanden bevinden zich in het Foxe Basin op enkele honderden meters voor de zuidkust van het schiereiland Melville. Direct ten zuiden van de archipel ligt het grote Winter Island.
De drie eilanden meten, van west naar oost, respectievelijk circa 6,5 km², 3,5 km² en 1 km².